# Canton de l'Isle-sur-la-Sorgue
Le canton de l'Isle-sur-la-Sorgue est une circonscription électorale française située dans le département de Vaucluse, en région Provence-Alpes-Côte d'Azur.

## Histoire
Le redécoupage des arrondissements intervenu en 1926 n'a pas affecté le canton de l'Isle-sur-la-Sorgue.
Le canton a changé de dénomination à une date non connue, entre 1882 et 1943, à la suite du changement de nom de la commune chef-lieu. Il s'appelait auparavant canton de L'Isle.
Un nouveau découpage territorial du département de Vaucluse entre en vigueur à l'occasion des premières élections départementales suivant le décret du 25 février 2014. Les conseillers départementaux sont, à compter de ces élections, élus au scrutin majoritaire binominal mixte. Les électeurs de chaque canton élisent au Conseil départemental, nouvelle appellation du Conseil général, deux membres de sexe différent, qui se présentent en binôme de candidats. Les conseillers départementaux sont élus pour 6 ans au scrutin binominal majoritaire à deux tours, l'accès au second tour nécessitant 12,5 % des inscrits au 1er tour. En outre la totalité des conseillers départementaux est renouvelée. Ce nouveau mode de scrutin nécessite un redécoupage des cantons dont le nombre est divisé par deux avec arrondi à l'unité impaire supérieure si ce nombre n'est pas entier impair, assorti de conditions de seuils minimaux. En Vaucluse, le nombre de cantons passe ainsi de 24 à 17. Le nombre de communes du canton de l'Isle-sur-la-Sorgue passe de 9 à 5.

## Représentation

### Conseillers généraux de 1833 à 2015
| Période | Période | Identité                                  | Étiquette                                  | Qualité |
| ------- | ------- | ----------------------------------------- | ------------------------------------------ | --- |
| 1833    | 1848    | Marquis Auguste de Cambis d'Orsan         | Majorité ministérielle                     | Pair de France - Député (1830-1837) Propriétaire du château de Varenne à Sauveterre                                                                                               |
| 1848    | 1852    | Victor Courtet                            | Saint-simonien                             | Homme de lettres à Lisle |
| 1852    | 1868    | François Alphonse Dupuy                   |                                            | Chef de division au Ministère de l'Intérieur Inspecteur général des prisons |
| 1868    | 1870    | Jean Joseph Pierre Marie Paget            |                                            | Directeur du Crédit agricole, maire du Thor |
| 1870    | 1871    | Jean Joseph Pierre Marie Paget            |                                            | Membre de la Commission départementale |
| 1871    | 1877    | Victor Avon                               | Républicain                                | Maire de Cabrières |
| 1877    | 1883    | Marquis Édouard Joseph de Bressy de Guast | Droite bonapartiste                        | Conseiller à la Cour de Nîmes |
| 1883    | 1889    | Xavier-Arthur Rédier                      | Républicain                                | Maire de L'Isle-sur-la-Sorgue |
| 1889    | 1907    | Paul Monition (1854-1908)                 | Républicain Rad.                           | Ancien Maire de L'Isle-sur-la-Sorgue |
| 1907    | 1937    | Voltaire Garcin                           | Rad.                                       | Fabricant de papier Maire de Gadagne |
| 1937    | 1940    | Augustin Mourna                           | PRS                                        | Négociant Maire de L'Isle-sur-la-Sorgue, conseiller d'arrondissement |
| 1942    | 1945    | Léon Reboul                               |                                            | Maire de L'Isle-sur-la-Sorgue Nommé conseiller départemental en 1942 |
| 1945    | 1998    | Jean Garcin (neveu de V.Garcin)           | Républicain antifasciste puis SFIO puis PS | Ingénieur Président du conseil général (1970-1992) Maire de Fontaine-de-Vaucluse Ancien résistant                                                                                 |
| 1998    | 2015    | Michel Fuillet                            | PS                                         | Chef d'entreprise Maire de L'Isle-sur-la-Sorgue de 2001 à 2008 Conseiller municipal d'opposition depuis mars 2008 Ancien président de la CCPSMV Vice-président du conseil général |

### Conseillers d'arrondissement (de 1833 à 1940)
Le canton de l'Isle-sur-la-Sorgue avait deux conseillers d'arrondissement.
| Période                                  | Période | Identité                                    | Étiquette | Qualité |
| ---------------------------------------- | ------- | ------------------------------------------- | --------- | --- |
| 1833                                     |         | Étienne François Joseph Arnavon (1784-1858) |           | Notaire à L'Isle-sur-la-Sorgue                                                                              |
| 1833                                     |         | M. Cartinel                                 |           | Négociant à L'Isle-sur-la-Sorgue                                                                            |
|                                          |         |                                             |           | |
| 1904                                     |         | Denis-Jean Reymondet                        | Radical   | Propriétaire, maire de Lagnes                                                                               |
| 1904                                     | 1910    | M. Roux                                     | Radical   | |
| 1910                                     |         | M. Gargeol                                  |           | |
| 1922                                     | 1937    | Augustin Mourna (1889-1965)                 | PRS       | Négociant Maire de L'Isle-sur-la-Sorgue                                                                     |
|                                          | 1940    | M. Duley                                    | PRS       | |
| 1940                                     |         |                                             |           | Les conseils d'arrondissement ont été suspendus par la loi du 12 octobre 1940 et n'ont jamais été réactivés |
| Les données manquantes sont à compléter. |         |                                             |           | |

### Conseillers départementaux à partir de 2015
| Période élective | Période élective | Mandat | Mandat   | Identité                 | Nuance | Nuance | Qualité                                                              |
| ---------------- | ---------------- | ------ | -------- | ------------------------ | ------ | ------ | -------------------------------------------------------------------- |
| 2015             | 2021             | 2015   | 2021     | Pierre Gonzalvez         |        | LR     | Maire de L'Isle-sur-la-Sorgue Président de la communauté de communes |
| 2015             | 2021             | 2015   | 2021     | Clémence Marino-Philippe |        | LR     | Avocate à Avignon                                                    |
| 2021             | 2028             | 2021   | en cours | Marielle Fabre           |        | LR     | Première adjointe au maire de Châteauneuf-de-Gadagne                 |
| 2021             | 2028             | 2021   | en cours | Pierre Gonzalvez         |        | LR     | Conseiller sortant, Vice-Président du conseil départemental          |

### Résultats détaillés

#### Élections de mars 2015
À l'issue du 1er tour des élections départementales de 2015, deux binômes sont en ballottage : Jean-Marie Cojannot et Sylvie Cosset (FN, 36,59 %) et Pierre Gonzalvez et Clémence Marino-Philippe (UMP, 28,23 %). Le taux de participation est de 53,72 % (13 526 votants sur 25 177 inscrits) contre 54,43 % au niveau départemental et 50,17 % au niveau national.
Au second tour, Pierre Gonzalvez et Clémence Marino-Philippe (UMP) sont élus avec 56,91 % des suffrages exprimés et un taux de participation de 56,54 % (7 440 voix pour 14 233 votants et 25 173 inscrits).

#### Élections de juin 2021
Le premier tour des élections départementales de 2021 est marqué par un très faible taux de participation (33,26 % au niveau national). Dans le canton de l'Isle-sur-la-Sorgue, ce taux de participation est de 33,72 % (8 792 votants sur 26 074 inscrits) contre 34,94 % au niveau départemental. À l'issue de ce premier tour, deux binômes sont en ballottage : Marielle Fabre et Pierre Gonzalvez (LR, 40,75 %) et Dominique Buisson et Christian Montagard (RN, 29,74 %).
Le second tour des élections est marqué une nouvelle fois par une abstention massive équivalente au premier tour. Les taux de participation sont de 34,36 % au niveau national, 38,18 % dans le département et 35,91 % dans le canton de l'Isle-sur-la-Sorgue. Marielle Fabre et Pierre Gonzalvez (LR) sont élus avec 65,13 % des suffrages exprimés (5 737 voix pour 9 366 votants et 26 082 inscrits),,. 

## Composition

### Composition avant 2015

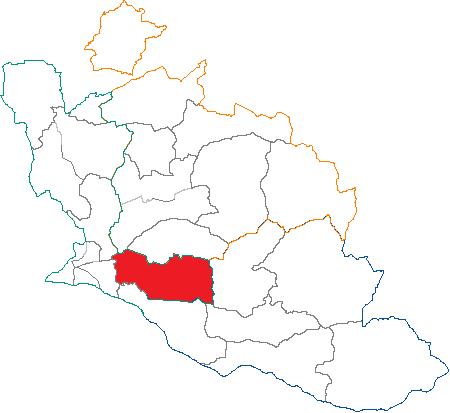
Localisation du canton dans le département avant 2015.

Le canton de l'Isle-sur-la-Sorgue réunissait neuf communes.
| Nom                              | Code Insee | Codepostal | Superficie (km2) | Population (dernière pop. légale) | Densité (hab./km2) |
| -------------------------------- | ---------- | ---------- | ---------------- | --------------------------------- | ------------------ |
| L'Isle-sur-la-Sorgue (chef-lieu) | 84054      | 84800      | 44,57            | 18 902 (2012)                     | 424                |
| Cabrières-d'Avignon              | 84025      | 84220      | 14,68            | 1 734 (2012)                      | 118                |
| Châteauneuf-de-Gadagne           | 84036      | 84470      | 13,48            | 3 279 (2012)                      | 243                |
| Fontaine-de-Vaucluse             | 84139      | 84800      | 7,14             | 653 (2012)                        | 91                 |
| Jonquerettes                     | 84055      | 84450      | 2,57             | 1 395 (2012)                      | 543                |
| Lagnes                           | 84062      | 84800      | 16,93            | 1 633 (2012)                      | 96                 |
| Saint-Saturnin-lès-Avignon       | 84119      | 84450      | 6,25             | 4 845 (2012)                      | 775                |
| Saumane-de-Vaucluse              | 84124      | 84800      | 20,81            | 911 (2012)                        | 44                 |
| Le Thor                          | 84132      | 84250      | 35,53            | 8 416 (2012)                      | 237                |

### Composition depuis 2015
Le canton compte désormais cinq communes entières.
| Nom                                          | Code Insee | Intercommunalité                      | Superficie (km2) | Population (dernière pop. légale) | Densité (hab./km2) | Modifier                                    |
| -------------------------------------------- | ---------- | ------------------------------------- | ---------------- | --------------------------------- | ------------------ | ------------------------------------------- |
| L'Isle-sur-la-Sorgue (bureau centralisateur) | 84054      | CC Pays des Sorgues Monts de Vaucluse | 44,57            | 20 315 (2022)                     | 456                | modifier les données · modifier les données |
| Châteauneuf-de-Gadagne                       | 84036      | CC Pays des Sorgues Monts de Vaucluse | 13,48            | 3 495 (2022)                      | 259                | modifier les données · modifier les données |
| Fontaine-de-Vaucluse                         | 84139      | CC Pays des Sorgues Monts de Vaucluse | 7,14             | 576 (2022)                        | 81                 | modifier les données · modifier les données |
| Saumane-de-Vaucluse                          | 84124      | CC Pays des Sorgues Monts de Vaucluse | 20,81            | 890 (2022)                        | 43                 | modifier les données · modifier les données |
| Le Thor                                      | 84132      | CC Pays des Sorgues Monts de Vaucluse | 35,53            | 8 887 (2022)                      | 250                | modifier les données · modifier les données |
| Canton de l'Isle-sur-la-Sorgue               | 8409       |                                       | 121,53           | 34 163 (2022)                     | 281                | modifier les données                        |

## Démographie

### Démographie avant 2015
| 1962   | 1968   | 1975   | 1982   | 1990   | 1999   | 2006   | 2011   | 2012   |
| ------ | ------ | ------ | ------ | ------ | ------ | ------ | ------ | ------ |
| 17 699 | 19 412 | 22 665 | 26 545 | 31 916 | 35 688 | 39 419 | 41 899 | 41 768 |

### Démographie depuis 2015
En 2022, le canton comptait 34 163 habitants, en évolution de +2,78 % par rapport à 2016 (Vaucluse : +1,73 %, France hors Mayotte : +2,11 %).
| 2013   | 2018   | 2022   |
| ------ | ------ | ------ |
| 32 360 | 33 564 | 34 163 |